# FMA I.Ae. 46 Ranquel
ФМА IA 46 «Ранкель» (исп. Ranquel) — аргентинский трёхместный самолёт общего назначения. Спроектирован и производился фирмой Fábrica Militar de Aviones. Всего было построено 220 самолётов в различных модификациях.

## История
В связи с увеличивающимся спросом на недорогие лёгкие самолёты, в 1957 году государственной компанией FMA был представлен туристический трёхместный IA 46 Ranquel. Первый полёт самолёта был совершён 23 декабря 1957 года, под управлением лётчика-испытателя Педро Роселла (исп. Pedro Rosell). После прохождения серии испытаний IA 46 был запущен в производство. Использовался как по прямому своему назначению, так и для работ в сельском хозяйстве, буксировки планёров. Мог садиться и взлетать с различных аэродромов, в том числе оборудованных короткими грунтовыми взлётно-посадочными полосами. Базовый вариант машины и его модификации IA 46 Super Ranquel, IA 51 Tehuelche состояли на вооружении ВВС Аргентины.

## Конструкция
«Ранкель» выполнен по схеме высокоплан. Фюзеляж самолёта формировался из алюминиевых труб и балок, обтянутых просмоленной прочной тканью. Крылья собраны на основе металлических конструкций, обшитых листовым металлом. Шасси неубираемое, с хвостовым колесом. Кабина полностью остеклена. Дверь расположена со стороны штирборта. Винт двухлопастной, установлен в передней части фюзеляжа. «Ранкель» оснащался поршневым двигателем Lycoming O-320-A2B мощностью 150 л.с., расположенным в носовой части фюзеляжа.

## Тактико-технические характеристики
Источник данных: Jane's All The World's Aircraft 1965–66

Технические характеристики
- Экипаж: 1
- Пассажировместимость: 2
- Грузоподъёмность: 400 литров удобрений
- Длина: 6,45 м
- Размах крыла: 11,60 м
- Высота: 2,15 м
- Площадь крыла: 18 м²
- Масса пустого: 1170 кг
- Нормальная взлётная масса: 1800 кг
- Силовая установка: 1 × ПД Lycoming O-320-A2B
- Мощность двигателей: 1 × 150 л.с.

Лётные характеристики
- Максимальная скорость: 195 км/ч
- Крейсерская скорость: 170 км/ч
- Практическая дальность: 680 км
- Практический потолок: 4000 м
- Скороподъёмность: 216 м/мин

## Варианты
- IA 46 Ranquel — базовая модель с двигателем Lycoming O-360-A2B.
- IA 46 Super Ranquel — модель с двигателем Lycoming O-360-A1A.
- IA 51 Tehuelche — сельскохозяйственная версия.

## Операторы
Аргентина
- ВВС Аргентины[3]
- Аэроклубы Аргентины
- частные лица